# André-Dieter Gubernatis
André-Dieter Gubernatis (* 12. November 1945 in Wehrstedt, heute Bad Salzdetfurth) ist ein Generalmajor außer Dienst des Heeres der Bundeswehr.

## Leben

### Kindheit, Ausbildung und erste Verwendungen
Gubernatis trat nach dem Abitur als Offizieranwärter am 1. April 1966 in die Bundeswehr ein und absolvierte von 1966 bis 1969 die Offizierausbildung zum Offizier des Truppendienstes der Panzertruppe. Von 1969 bis 1977 hatte er Verwendungen als Zugführer und Jugendoffizier der 11. Panzergrenadierdivision in Oldenburg sowie als Kompaniechef im Panzerbataillon 314 in der Henning-von-Tresckow-Kaserne in Oldenburg.

### Dienst als Stabsoffizier
Von 1977 bis 1979 absolvierte Gubernatis den 20. Generalstabslehrgang Heer an der Führungsakademie der Bundeswehr in Hamburg, wo er zum Offizier im Generalstabsdienst ausgebildet wurde. Anschließend war er G4 (Logistik) der Panzerlehrbrigade 9 in Munster, G3 Planungsstabsoffizier beim Hauptquartier Central Army Group der NATO in Heidelberg und von 1984 bis 1986 Bataillonskommandeur des Panzerbataillons 153 in der Fritsch-Kaserne in Koblenz.
Danach war Gubernatis G1 (Personal) der 3. Panzerdivision in Buxtehude und Grundsatz-Referent für Innere Führung im Führungsstab der Streitkräfte (Fü S) im Bundesministerium der Verteidigung (BMVg) auf der Hardthöhe in Bonn. Von 1989 bis 1990 war er G1 des III. Korps in der Boelcke-Kaserne in Koblenz und von Oktober 1990 bis Dezember 1992 Referatsleiter Fü S I 4 im BMVg auf der Hardthöhe in Bonn. 1993 nahm er an einem Lehrgang am Royal College of Defence Studies in London im Vereinigten Königreich teil. Danach wurde er stellvertretender Amtschef und Chef des Stabes des Personalstammamtes der Bundeswehr in der Mudra-Kaserne in Köln und anschließend Referatsleiter III 3 (Grundsätze Nachwuchsgewinnung und militärische Personalführung Reserveoffiziere) in der Abteilung Personal-, Sozial- und Zentralangelegenheiten (PSZ) im BMVg auf der Hardthöhe in Bonn.

### Dienst als General
Von 1999 bis 2001 war Gubernatis Sonderbeauftragter für Nachwuchsgewinnung in der Abteilung PSZ und 2001 Leiter des Aufbaustabes Personalmarketing (militärisch) und Ausbildungszusammenarbeit mit der Wirtschaft. Von September 2001 bis Juni 2005 war Gubernatis Amtschef des Personalamtes der Bundeswehr in der Mudra-Kaserne in Köln. Ab Juli 2005 war er Stellvertreter des Abteilungsleiters PSZ im BMVg. 2006 wurde Gubernatis in den Ruhestand versetzt.

### Familie
Gubernatis ist verheiratet und hat eine Tochter.